# Mattias Andersson
Mattias Andersson (* 13. září 1969, Göteborg) je švédský dramatik, herec a režisér. Vzděláním je herec, avšak dnes se živí pouze psaním her a režírováním v divadle. Jako herec začínal v Backa Teater v Götteborgu, kde působil v letech 1993–1996, od roku 2006 je uměleckým šéfem tohoto divadla. Jako dramatik debutoval v devadesátých letech, dnes má na kontě již přes dvě desítky her.

## Ocenění
Mattias Andersson je držitelem i laureátem mnoha kulturních ocenění, například Swedish Ibsen Award 2007, Prix Marulic 2010 (mezinárodní ocenění za rozhlasovou verzi Zločinu a trestu), je také dvojnásobným držitelem ocenění švédské divadelní kritiky.

## Dílo
Díla Mattiase Anderssona jsou uváděny nejen ve Švédsku, ale i v zahraničí například v Dánsku, Rusku, Německu, Norsku, Finsku, Řecku, Rumunsku a Srbsku. Jeho hry byly přeloženy například do angličtiny, nizozemštiny, polštiny, rumunštiny a dalších jazyků.
Andersson se ve svých dílech zabývá společensky palčivými tématy, jako jsou například generační rozpory, drogy, život nezaměstnaných, problematika přistěhovalectví. Jeho hlavní postavy nacházející se často v tíživé životní situaci jednají agresivně a destruktivně. Tím, jak ve své práci spojuje a prolíná divadelní přístup a přístupem novinářským, lze význačnou část jeho dramatické tvorby zařadit do proudu projektového divadla prostupujícího metodou verbatim.
Andersson při psaní textů používá postupu, který sám nazývá kolidování. Svůj vlastní původní text prolíná s jiným, již existujícím textem (např. romány Zločin a trest Fjodora Michajloviče Dostojevského nebo Utopie Thomase Moora).
Pro jeho texty jsou charakteristické zcizovací efekty („hlasy shůry“), nebo dva a více proplétajících se monologů (polylogů). Anderssonův jazyk je nasycen vulgarismy, nadávkami a urážkami, což odkazuje na dramatiku coolness.

### Výběrová bibliografie
Seznam vydaných publikací:
- A tam venku je moře (Och utanför ligger havet, 1992)
- K + M + R + L (1996)
- Běžec (Löparen, 1999)
- Oni (Dom, 2000)
- Zločin, domácí péče, trest, peníze, vražda penzisty (Brott, hemtjänst, straff, pengar, pensionärsmord, 2003)
- Za mým oknem (Utanför mitt fönster, 2003) ISBN 9789100573768
- Sex, drogy a násilí (Sex, droger och våld, 2003)
- Mentální stavy Göteborgu (Mental States of Gothenburg, 2006)
- Smlouva s Bohem (Kontrakt med Gud, 2008)
- Gangy Göteborgu (Gangs of Gothenburg, 2009)
- Utopia 2012 (2012)
- Mentální stavy Švédska (The Mental States of Sweden, 2013)
- Akty laskavosti (Acts of Goodness, 2014)